# Olieverf

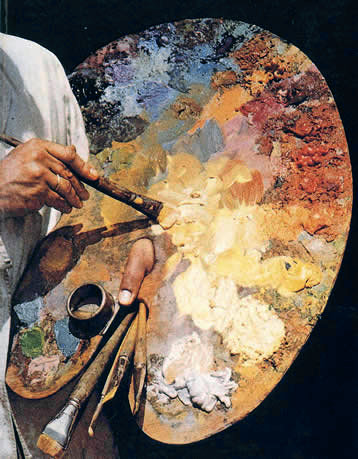
Olieverf op een palet

Olieverf is een verfsoort, samengesteld uit pigment in de vorm van een zeer fijn gekleurd poeder en een plantaardige olie. Dit bindmiddel is meestal lijnolie. Olieverf is vanaf de 15e eeuw een belangrijk medium in de schilderkunst. 
Olieverf is een zeer veelzijdige verfsoort, waarmee zowel dekkend als transparant gewerkt kan worden. De verf kan in dunne gladde lagen worden aangebracht, maar er kunnen ook sterke effecten bereikt worden als de verf met volume wordt verwerkt, zodat de verfstreken zichtbaar blijven. In extreme vorm wordt de impastotechniek gebruikt. Een speciaal gebruik van olieverf is het marmeren.
Het gebruik als huisschildersverf of in de industrie is sinds het midden van de twintigste eeuw zeer sterk afgenomen, voornamelijk door de toepassing van minder verwerende en goedkopere synthetische verven (zoals acryl).

## Bindmiddel
Het belangrijkste bindmiddel dat in de bereiding van olieverf wordt toegepast is lijnolie. Lijnolie wordt gewonnen door het uitpersen van lijnzaad, de zaden van vlas. De vlasplant heeft nog een tweede toepassing in de schilderkunst: de vezel is de basis van het linnen van het schildersdoek. De droging wordt bij olieverf veroorzaakt door de oxidatie van de olie. De olie moet daartoe een hoog bestanddeel aan triglyceriden bevatten, meervoudig onverzadigde vetzuren. Lijnolie bestaat daaruit voor zo'n 60%. Dat is een ideaal percentage voor het vormen van een harde, maar toch enigszins soepele verffilm. Er zijn sneldrogende plantaardige oliën met een hoger percentage, maar die vormen een te brosse laag; in de kunstschildertechniek worden ze niet toegepast; wel soms als beits.

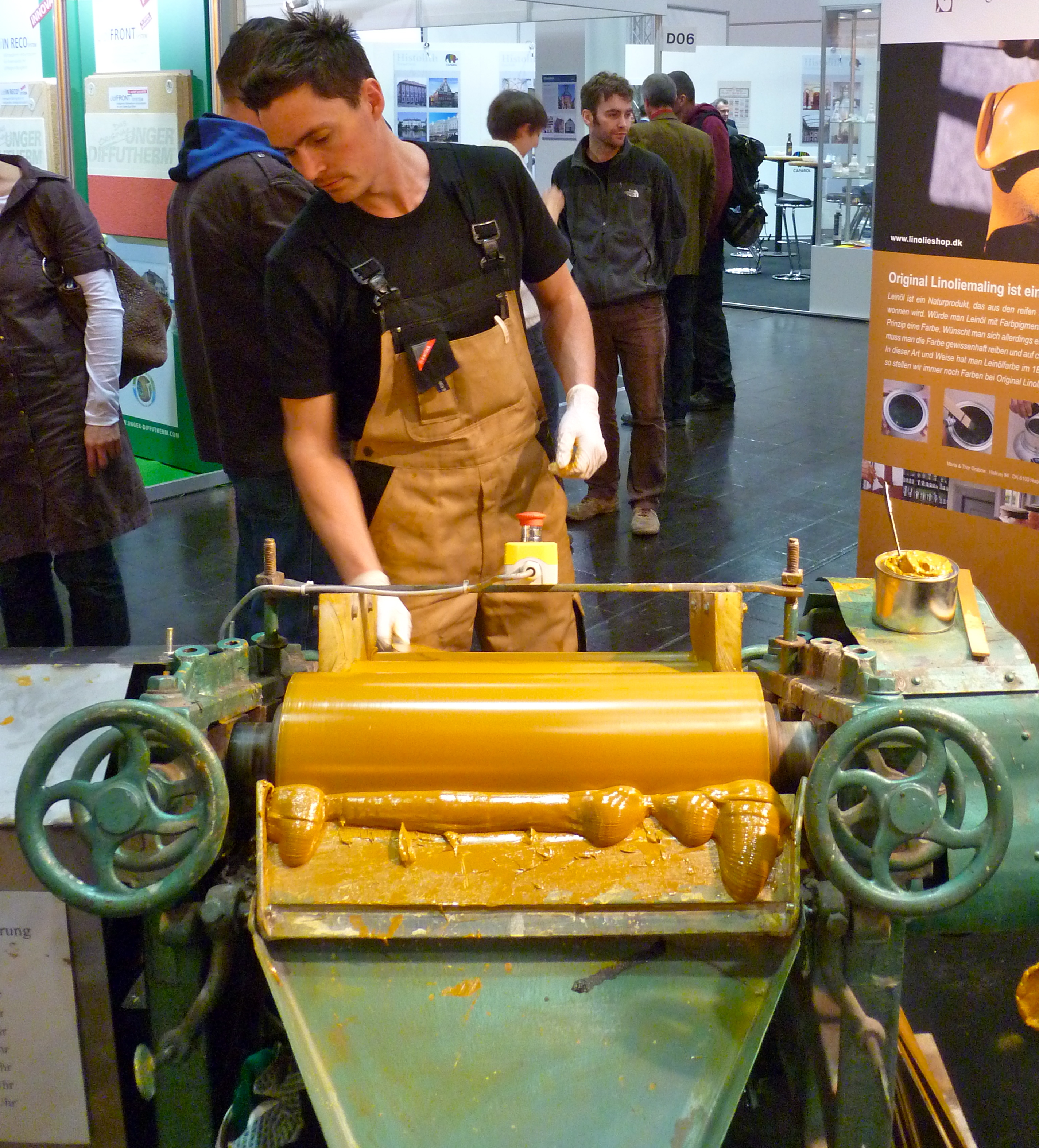
Olieverffabricage op een eenvoudige wals

Lijnolie krijgt bij het drogen een enigszins gele kleur; dit wordt veroorzaakt door de vetzuren. Voor witte of andere heel lichte kleuren zijn daarom andere oliesoorten, met een lager triglyceridegehalte, beter geschikt omdat ze minder na-gelen bij het drogen. Dit zijn de zogenaamde halfdrogende oliën met een gehalte van 40-60%: papaverolie, maïsolie, saffloerolie, zonnebloemolie of walnootolie. Papaverolie en saffloerolie worden veel door de betere fabrikanten gebruikt. Deze oliën kenmerken zich door een langere droogtijd en een zwakkere verffilm; ze zijn lang niet zo sterk als lijnolie dat zelfs voor een vloerbedekking, linoleum, gebruikt wordt. Overigens vergeelt een schilderij in het licht minder dan in het donker doordat chromofore (kleurende) atoomgroepen door ultraviolet licht worden afgebroken, en kan een vergeeld schilderij door het in het daglicht te hangen langzamerhand weer de oorspronkelijke kleur verkrijgen.

### Droging en harding

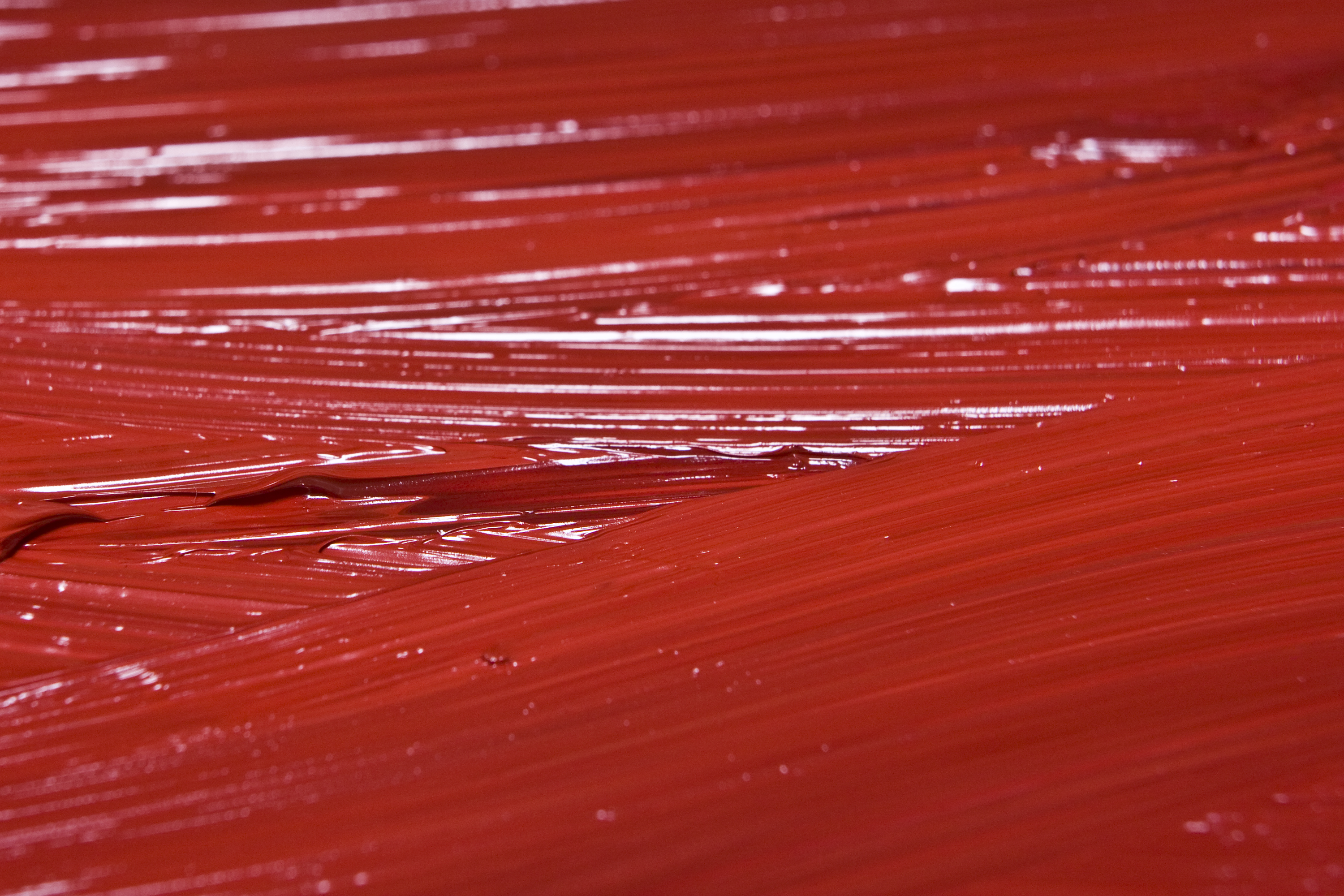
Bij het begin van het drogingsproces vormt de olieverffilm een flexibele laag die licht glanst

Nadat de olieverf op de drager is aangebracht, begint het droogproces. Het bindmiddel wordt soms eerst verdikt door verdamping van een mogelijk oplosmiddel. Het echte drogingsproces is echter een gevolg van de oxidatie van het bindmiddel, dat zich met zuurstof verbindt.
Olieverf heeft een lange droogtijd, die bij zeer dik opgebrachte verf wel een jaar kan bedragen. De droogtijd hangt af van de mate van verdunning, het type olie, de dikte van de laag, de belichting, de temperatuur, maar ook van het pigment. In sommige kleuren olieverf zit relatief veel pigmentpoeder en weinig olie, bijvoorbeeld omdat het pigment niet zo'n sterk kleurend vermogen heeft. Deze kleuren, meestal zijn dit de aardkleuren zoals gele- en rode oker, sienna en natuurlijke omber, drogen hierdoor snel — met uitzondering van gebrande omber dat een notoir lange droogtijd heeft. Omdat verf met deze pigmenten ook relatief goedkoop is, wordt deze veel voor de onderschildering gebruikt. Kleuren als kraplak (of alizarine)rood en karmijn drogen zeer langzaam. Sommige pigmenten, zoals kobaltblauw, versnellen het drogingsproces doordat ze als katalysator werken.
Bij de eerste fase verandert de verf in een gel. In de tweede fase begint de zogenaamde "vernetting": er ontstaan door de oxidatie moleculen, polymeren, die een hechte laag vormen. Dit is een onomkeerbaar proces: de verf kan nooit meer vloeibaar gemaakt worden in de oorspronkelijke samenstelling. Hierdoor vormt zich na een halve dag een leerachtig huidje. Dun opgebrachte verf is in een week wel droog. In een verlichte ruimte verloopt het proces iets sneller doordat het licht door de oxidatie gevormde producten vernietigt, die anders als weekmaker de droging zouden vertragen.
De lange droogtijd is de hoofdreden van de populariteit van de olieverftechniek: het grote voordeel van olieverf is dat het schilderij dagenlang bewerkt kan worden. De schilder heeft zo de tijd alle kleurovergangen exact aan zijn wensen te laten beantwoorden; vergissingen kunnen met een enkele handbeweging uitgewist worden.
Mocht men echter behoefte hebben aan een korte droogtijd, kan daartoe een droogmiddel, een zogenaamd siccatief, door de verf gemengd worden. Dit werd vroeger veel gedaan door huisschilders. Bij schilderijen heeft dit soms catastrofale gevolgen. Mondriaan gebruikte bijvoorbeeld petroleum als sneldrogend oplosmiddel, waardoor zijn schilderijen veel barsten zijn gaan vertonen. Sinds de jaren zestig gaan schilders die de lange droogtijd niet prettig vinden vaak over op het gebruik van acrylverf of alkydverf.

### Verdunnen
Pigment met olie vormen samen een dikke pasta, die tegenwoordig in tubes wordt geleverd in allerlei kleuren. Doordat verffabrieken meestal proberen zo min mogelijk (duur) pigment te gebruiken, bevat deze tubeverf al vrij veel bindmiddel en door de vrijwel perfecte machinematige vermenging van de bestanddelen — door de verf te walsen wordt ieder pigmentkorreltje door een film van olie omgeven — is de verfmassa zeer smeuig. Men spreekt wel van een typische boterzachte consistentie. De tubeverf is echter ook "kort": de kwaststreek blijft erin staan. Dat is ideaal voor een alla prima-techniek waarbij de verf in één keer op het doek gezet wordt. Deze verf kan dus uitstekend recht uit de tube onverdund verwerkt worden. Voor een gelaagde techniek is het echter wenselijk dat de verf "lang" is, vloeibaarder, en moet de schilder de verf verdunnen met terpentijn of lijnolie. Terpentijn is een uit naaldbomen gewonnen dunne hars-essence, niet te verwarren met de uit aardolie gewonnen terpentine, die door zijn lage prijs ook als schoonmaakmiddel voor de kwasten gebruikt kan worden. Als de verf met terpentijn wordt verdund, blijft de verf relatief mager. Hoe meer terpentijn wordt gebruikt, des te dunner wordt na verdamping de verflaag.
Als de verf met lijnolie wordt verdund, of zelfs met de ingedikte vorm daarvan, standolie, wordt de verf vet. Bij het schilderen is het van belang de onderste lagen van het schilderij, de onderschildering, mager te schilderen, en de lagen daarop steeds iets vetter te maken, bijvoorbeeld door minder met terpentijn te verdunnen, of door een beetje lijnolie toe te voegen. Dit wordt aangeduid met de term vet over mager. Worden er magere verflagen over een vettere ondergrond aangebracht dan zal de verf op termijn ongetwijfeld gaan barsten. De meest vette verf kan bovenop worden aangebracht, in de vorm van een transparante gekleurde glacis, waarbij de kleurdiepte verhoogd wordt door de onderliggende lagen te laten doorschemeren. Bij deze techniek is het van belang de onderliggende verflaag eerst goed te laten drogen om 'inschieten' van de verf te vermijden. De regel "vet over mager" hangt samen met de relatieve droogtijd van de verflagen: vette lagen drogen langzamer. Dit betekent ook dat een sneller drogende olie als lijnolie, hoewel op zich niet minder vet, niet op een verflaag gevormd uit papaverolie geplaatst moet worden.
Afhankelijk van het gewenste effect zal de schilder de verf meer of minder verdunnen. Bij de impastotechniek kan de verf zelfs verdikt worden door speciale vulmiddelen. Maar om een vloeiende, dunne lijn te trekken, is verdunnen noodzakelijk.
Naast de hier genoemde traditionele verdunningsmiddelen zijn er vele andere schildersmedia in de handel verkrijgbaar, sommige met een siccatief om de droogtijd te bekorten.

### Inschieten
Inschieten is het verschijnsel dat een laag verf zijn bindmiddel en daardoor zijn glans verliest. Het wordt veroorzaakt doordat de olie uit de laag trekt in een onderliggende, magerder, verflaag. Het kan ook worden veroorzaakt door een absorberende ondergrond. Op zich is het inschieten niet ernstig, maar het leidt vaak tot storende glansverschillen tussen verschillende partijen. Het euvel kan opgelost worden door een dunne laag olie over de ingeschoten verf aan te brengen. Het teveel aan olie dient dan echter te worden weggewreven en men loopt het gevaar op extra vergeling; dat risico is minder bij het aanbrengen van een (retoucheer)vernis.

## Vernis
Een olieverfschilderij wordt vaak beschermd door een allerbovenste laag vernis. Met een glanzende vernis komen de diepe kleuren van olieverf volledig tot hun recht. De hoge glans wordt echter niet door iedereen gewaardeerd en er bestaan dan ook matte of halfglanzende soorten vernis. Vóór het aanbrengen van de vernis moet het oppervlak van het schilderij echter volledig droog zijn. Meestal laat men een olieverfschilderij daarvoor een half jaar goed drogen. Wordt het schilderij eerder verkocht, dan zou de eigenaar het terug moeten brengen naar de kunstenaar om het te laten vernissen. Daarnaast is het belangrijk dat het schilderij bij het vernissen stofvrij is.
Met retoucheervernis kan een schilderij kortdurend worden beschermd. Door deze dunne vernis kan de verf daaronder eenvoudiger verder drogen.
Vernis is gevoeliger voor oplosmiddelen, kan daardoor eenvoudig vernieuwd worden en maakt een later schoonmaken zo een stuk eenvoudiger. Een nadeel is dat oudere vernissoorten extra vergelen. Soms wordt echter juist opzettelijk een geel pigment aan het vernis toegevoegd om een nieuw schilderij een "goudglans" te geven die lijkt op die van echt oude werken.

## Pigmenten

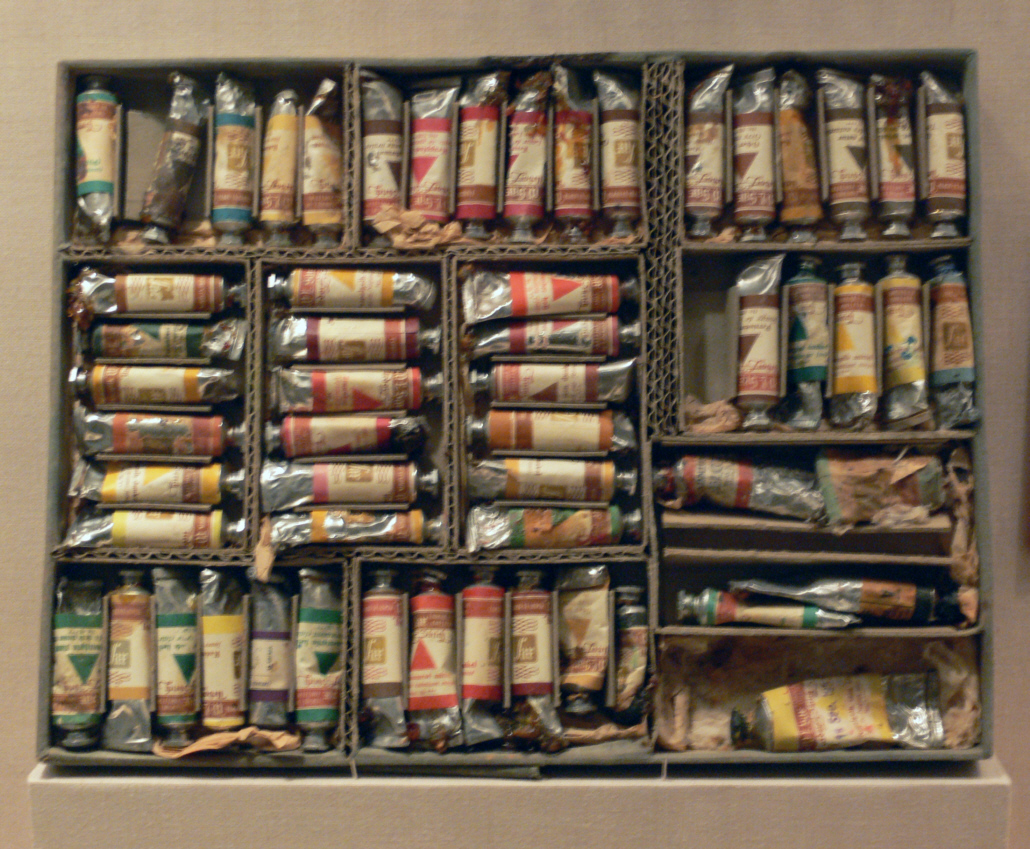
Olieverf wordt tegenwoordig industrieel in tuben vervaardigd in een groot assortiment; hier de selectie die Winston Churchill gebruikte

Het bindmiddel is gemengd met een poeder dat de verf zijn kleur geeft: een pigment. Vroeger waren er maar weinig pigmenten beschikbaar, maar sinds de Industriële revolutie is het aantal pigmenten dat commercieel in olieverf verwerkt wordt, tot boven de honderd gegroeid. In geen enkele andere kunstschildertechniek zijn er zoveel verkrijgbaar; de meeste commercieel geproduceerde pigmenten zijn in principe met lijnolie verenigbaar, hoewel ze lang niet allemaal zo gebruikt worden. Een eigenaardigheid van de olieverftechniek is het gebruik van oude typen pigmenten, waarvoor al lang in kleurkracht en duurzaamheid superieure vervangers beschikbaar zijn, maar waarvoor om traditionele reden gekozen blijft worden. Het pigment heeft een belangrijke invloed op de verfeigenschappen; hierboven is het effect op de droging al genoemd; een ander effect is de transparantie.

### Transparantie

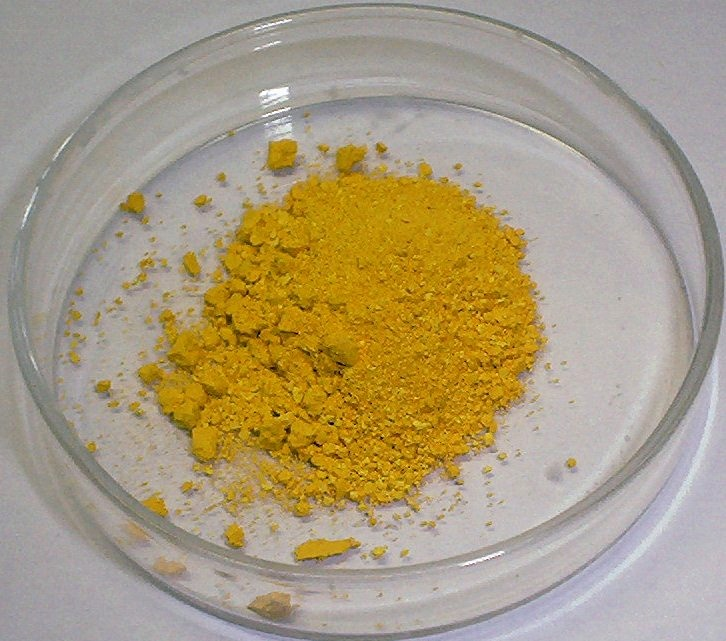
Chromaatgeel is een typisch dekkend pigment

Bij olieverf worden de korrels van het pigment helemaal door de olie omhuld, wat de lagen altijd een zekere transparantie geeft, zelfs als de pigmentconcentratie vrij hoog is. Een ondertekening in grafiet blijft zo, zelfs onder opmerkelijk dikke lagen zichtbaar — om dit te vermijden wordt vaak aangeraden houtskool te gebruiken.
Per pigment kan de lichtbreking sterk verschillen. Soms is een bepaald pigment in olie aanzienlijk doorzichtiger dan in gouache of pastel. Sommige olieverfpigmenten leveren een sterk transparante verflaag op, andere zijn sterk dekkend of semi-transparant. Zelfs in de kleur wit bestaat een transparante versie (zinkwit) en een bijna volledig dekkende versie (titaanwit). De mate van transparantie is meestal aangegeven op de tube en is vooral relevant voor de glaceertechniek. Transparante pigmenten zijn vooral nuttig als ze een groot kleurend vermogen hebben en worden dan "glacerend" genoemd. Door het transparant glacerend opbrengen neemt de verzadiging van de kleur toe. Historisch gezien is dit effect belangrijk geweest omdat het gebrek aan intense pigmenten voor bepaalde tinten erdoor gecompenseerd werd.

### Kleurechtheid
De kleurechtheid van een pigment is altijd een zaak van groot belang geweest. Pigmenten die snel verschieten werden vroeger door de kunstschilder gemeden omdat die zijn reputatie in gevaar brachten: zijn werk kon al in weinige maanden verbleken. Vooral organische lakken, toen vaak de enige mogelijkheid een bepaalde nuance te tonen, waren meestal bijzonder slecht lichtecht. Bij met name de roze en violette tinten zou dat tot het eind van de twintigste eeuw duren. Tegenwoordig echter bestaat er voor elke tint een betrouwbaar, zij het niet altijd goedkoop, pigment. Bij de betere verffabrikanten is de kleurvastheid en de prijsklasse aangegeven op de tube. De lichtechtheid wordt bij olieverf verbeterd doordat de verffilm het pigment beschermt tegen de afbrekende werking van het ultraviolette licht. Olieverfschilderijen verkleuren daardoor aanzienlijk langzamer dan aquarellen, gouaches of pastels.

### Mengen

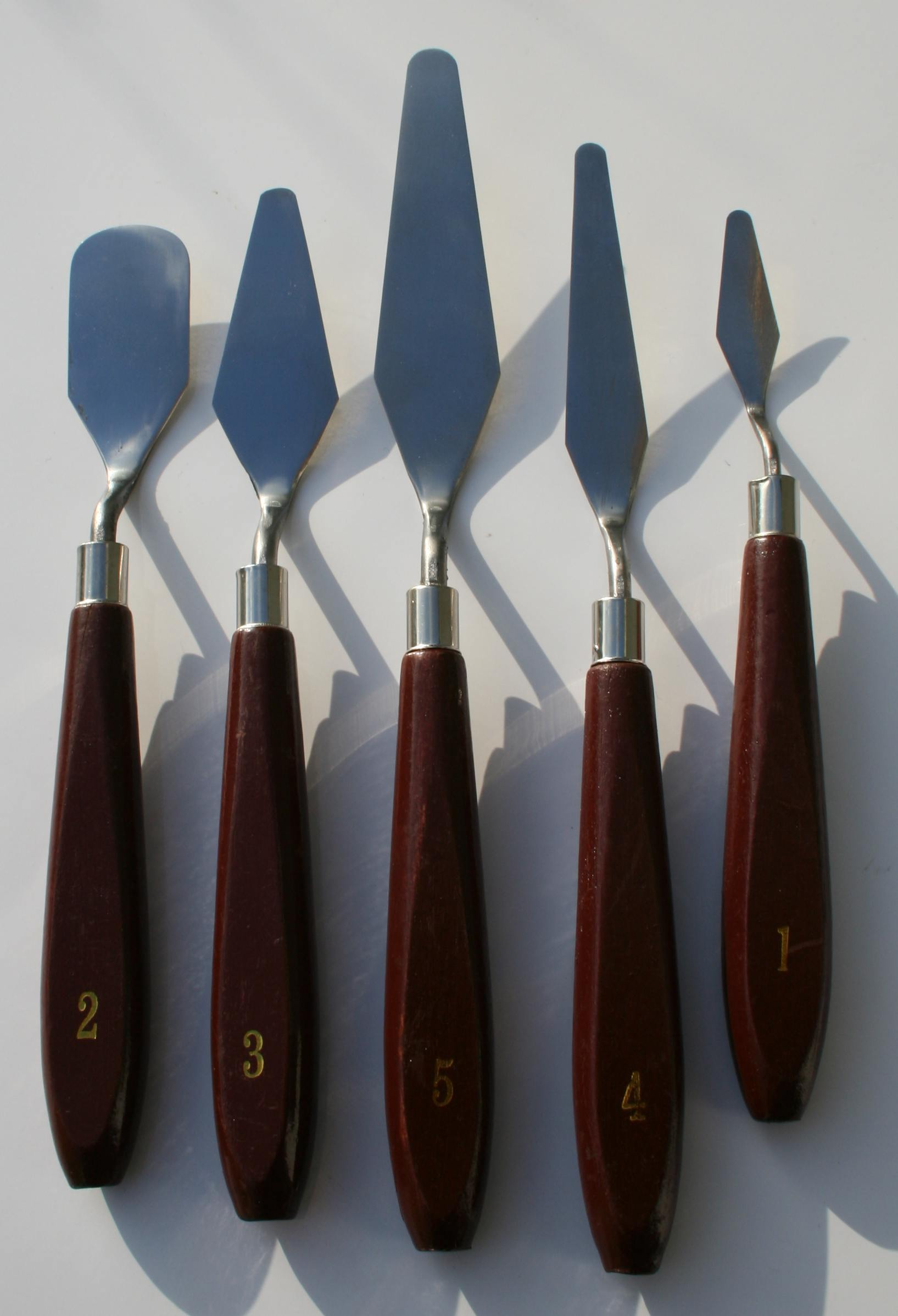
Schildersmessen in verschillende vormen

Om de gewenste kleur te verkrijgen, zal een schilder diverse kleuren uit de tubes met elkaar mengen. Olieverf is eenvoudig mengbaar. Traditioneel gebeurt dit op een palet, een dunne houten plank met een ovale ("niervormige") of rechthoekige vorm en een gat erin voor de duim. Voor het mengen zal de schilder zijn kwast gebruiken, of een paletmes. Bij tubeverf hebben de verschillende pigmenten ongeveer dezelfde consistentie doordat de fabrikant een bepaalde hoeveelheid vulstof varieert; dit vergemakkelijkt het verwerken. Bij de goedkopere "studieverven" willen die vulmiddelen weleens een groot deel van de verfmassa vormen. Verven van verschillende fabrikanten kunnen zonder bezwaar met elkaar vermengd worden. Door de langzame droging van olieverf willen sommige pigmenten nog weleens chemische reacties met elkaar aangaan, wat tot latere verkleuringen leidt. Een ander negatief effect is dat door menging met wit de lichtechtheid sterk verslechtert: de witte pigmentkorrels weerkaatsen te veel licht.

## Giftigheid
Lijnolie op zich is ongevaarlijk en zelfs eetbaar. Sommige pigmenten zijn echter giftig. Vroeger werd vermiljoen veel gebruikt, een kwiksulfide, en zelfs groene arseen-verbindingen. Tegenwoordig zijn zeer gevaarlijke stoffen niet meer te koop, maar toch blijven bepaalde pigmenten problematisch, bijvoorbeeld de verfkleuren gebaseerd op cadmium of andere zware metalen, zoals loodwit. De verkoop van loodwit in tubes is al verboden binnen het gebied van de Europese Unie. Vaak zijn deze metaalkleuren echter zeer fraai, hoewel er synthetische benaderingen van beschikbaar zijn. Het is in elk geval beter om intensief contact met de huid van deze verftypes te vermijden, en de verf direct met warm water en zeep te verwijderen. Ook het, zeer veel gevaarlijker, inademen van terpentijn en terpentine zou vermeden moeten worden, maar dit is vrijwel onvermijdelijk. Het is verstandig het atelier goed te ventileren bij gebruik van deze oplosmiddelen en de flessen en potjes met deze oplosmiddelen zoveel mogelijk gesloten te houden, ook tijdens het schilderen. Het inademen van deze stoffen kan echter hierdoor niet volledig voorkomen worden, omdat de verdunningsmiddelen ook direct van het doek verdampen. Door alleen lijnolie als verdunningsmiddel te gebruiken wordt de schadelijkheid beperkt. Het nadeel hiervan is dat de droogtijd sterk verlengd wordt. Die kan verkort worden door het toevoegen van siccatief.
Om het probleem van de schadelijke verdunningsmiddelen te verhelpen zijn sinds de jaren negentig wateroplosbare olieverven op de markt gebracht, waarbij men de kwasten met water kan schoonmaken doordat de olie chemisch gewijzigd is zodat hij als een oppervlakte-actieve stof werkt.

## Geschiedenis
Het traditionele verhaal, onder andere aangehaald door Giorgio Vasari, luidt dat Jan van Eijck (ca. 1390-1441) de olieverf heeft uitgevonden. In werkelijkheid was hij slechts de eerste die er een reputatie mee opbouwde, door de schittering van zijn kleuren, een resultaat van een gelaagde techniek, gecombineerd met een bijmenging van harsvernis in de bovenste lagen. De toepassing van die harde gesmolten hars, barnsteenhars of kopal, vermengd met lavendelolie of rozemarijnolie, zou wel voor het eerst door Van Eijck zijn gebruikt, of tenminste andere schilders uit De Nederlanden. Hij optimaliseerde de techniek door het toevoegen van siccatieven, waardoor de polymerisatie van het bindmiddel versnelde en de verf handelbaarder werd. Deze olieverf met harde hars was alleen bruikbaar op een stevige ondergrond, zoals houten panelen. Oude Italiaanse bronnen melden dat ene Giovanni de Bruggia (Jan van Brugge) de uitvinder is van de olieverf, die wellicht dezelfde zou zijn als Jan van Eyck. Van Eyck had echter een voorganger in Robert Campin (1375-1444), de Meester van Flémalle.
Voor gebruik van olieverf op doek moet een zachtere soort hars gebruikt worden.
Waarschijnlijk is olieverf op lijnoliebasis ontwikkeld in de late Middeleeuwen voor decoratieve doeleinden, voor het beschilderen van wapenschilden bijvoorbeeld. Olieverf hecht namelijk veel sterker dan de voorheen gebruikte temperaverf, die bestaat uit ei met pigment. Verf en vernis op walnootoliebasis wordt al eerder vermeld in Byzantijnse bronnen en uit de vroege Middeleeuwen zijn verschillende toepassingen bekend uit het Midden-Oosten en Voor-Azië. Olieverf wordt vermeld in het geschrift van Theophilus Presbyter.
Vanuit de Nederlanden verbreidde de lijnolietechniek in de schilderskunst zich gedurende de 15e eeuw snel over Europa; in de vroege 16e eeuw was de temperatechniek helemaal naar de achtergrond gedrongen, behalve voor manuscripten en iconen. Tot de 17e eeuw werd meestal op een houten paneel geschilderd; daarna werd het opgespannen schilderdoek op een spieraam populair. Schilders of hun leerlingen wreven de verf zelf, met stenen lopers op platen. De pigmenten kochten ze echter bij speciale handelaren. Vaak werden er harsen aan de verf toegevoegd, die deze meer geschikt maakten voor een glacerende gelaagde techniek waarmee men de kleurintensiteit kon vergroten. In de vroege 19e eeuw kwam de industriële productie op gang, eerst van verf in varkensblazen, toen in spuiten en uiteindelijk, vanaf 1841, in tuben, uitgevonden door George Goffe Rand. In combinatie met nieuwe zeer verzadigde pigmenten leidde dit tot een overgang naar alla prima-technieken.
Al die tijd was olieverf ook heel populair bij huisschilders; die gingen echter rond 1950 bijna volledig over op alkydverf, die sneller droogt en veel minder vochtgevoelig is.

## Conservering
Doordat veel van de belangrijkste en kostbaarste werken van de (vroeg)moderne westerse beeldende kunst in olieverf zijn uitgevoerd, heeft het behoud van olieverfschilderijen altijd veel aandacht gekregen; het ambacht van de restauratie van schilderijen heeft zich grotendeels ontwikkeld in reactie op de specifieke problemen die de olieverftechniek in dit opzicht stelde. Meer bepaald zijn dit de vervuiling, vergeling, verkleuring en degeneratie van de vernis- en verflaag en het vergaan van de drager.
Het is niet gebruikelijk — of wenselijk, gezien de vochtbeheersing — olieverfschilderijen achter glas te bewaren; door in een kamer te hangen zal een schilderij in de loop der tijd dus bedekt worden door een grauwbruine laag van stof, roet, vet en teer ("nicotineaanslag") die de oorspronkelijke voorstelling vaak haast onherkenbaar maakt. Deze vervuiling valt goed te verwijderen door de hele vernislaag, zelf vaak ook dof of geel geworden, te vervangen. Zo'n schoonmaakoperatie vergt een grote professionaliteit omdat voorkomen moet worden dat de bovenste glacislagen van het werk zelf mee verwijderd worden, het beruchte "verpoetsen". Een ondeskundige poging tot reiniging zal meestal resulteren in onherstelbare schade aan het olieverfschilderij. Het meest schadelijk is het gebruik van water en zeep: het vocht zal verflaag, grondering en drager in ongelijke mate laten zwellen met barsten of zelfs een totaal uiteenvallen tot gevolg.
Niet alleen vervuiling tast de originele frisheid aan: lijnolie heeft van nature al de eigenschap te vergelen. Dit proces wordt wat vertraagd door de inwerking van daglicht, maar in de loop van enige tientallen jaren verandert het coloriet van ieder olieverfschilderij door een pregnante geelzweem. Deze vergeling is zo typerend dat zij in de 19e eeuw als kenmerkend werd gezien voor de werken van de grote meesters van de Gouden Eeuw en men in de Romantische school die gelige tinten opzettelijk begon na te bootsen. Oude werken die onvoldoende vergeeld waren, bedekte de kunsthandel zelfs met een geel vernis om ze alsnog van de gewilde "Rembrandtieke goudglans" te voorzien.
Naast de vergeling van de bindmiddellaag, veranderen ook de pigmenten van kleur. Lijnolie beschermt de pigmentkorrels tegen de inwerking van licht, en bij moderne lichtechte pigmenten is de verkleuring gering. In vroeger tijden gebruikte men echter noodgedwongen vaak organische pigmenten die onvoldoende lichtecht waren; die waren typisch glacerend en werden in de meest kwetsbare positie aangebracht: boven op een reflecterende witte onderlaag. Een grote boosdoener is het, zoals de naam al aanduidt, verschietende schijtgeel dat bijvoorbeeld in Johannes Vermeers Gezicht op Delft de eerst groene bomen in blauwe heeft veranderd. Verkleuring kan echter ook het gevolg zijn van spontane chemische verandering van het pigment of de inwerking van luchtvervuiling: een berucht voorbeeld is het chromaatgeel in Vincent van Goghs Zonnebloemen dat bruin verkleurd is door een verandering van het loodchromaat in loodsulfide. Een speciaal probleem vormt het in de 18e eeuw populaire toepassen van asfalt als pigment; dit blijft thermoplastisch en leidde vaak tot het verzakken van de hele verflaag.
Het meest fundamentele conserveringprobleem bij olieverf is de voortdurende oxidatie. De eerste vijftig tot honderd jaar blijft de verflaag voortdurend verder uitharden. Daarbij neemt het volume toe doordat steeds meer zuurstof gebonden wordt. Als de schilder magere lagen over vette aangebracht heeft, zal dat daarom al vaak na enige maanden leiden tot barsten. Is de toplaag juist te vet, zal dat leiden tot "schroeien": de vorming van rimpels. Maar ook als de afbeelding schildertechnisch perfect op het doek gezet werd, is de uiteindelijke zelfvernietiging van het schilderij zover wij weten onafwendbaar. De drager kan de horizontale toeneming van het volume niet volgen. Barstvorming, ofwel craquelé, is het gevolg: de verf gaat opstaan in kleinere en grotere plakkaten en werkt zich los van de ondergrond. Dit verschijnsel tonen vrijwel alle olieverfschilderijen. Na het voltooien van de uitharding gaat de oxidatie verder: de verffilm wordt in andere producten omgezet en vergruist op de lange duur volledig. Een vernislaag vertraagt dit proces enigszins; het gebruik van loodwit, wat zeer harde loodzepen vormt, leidt tot minder barsten, maar maakt ook de verffilm brosser.
Behalve de verffilm kan ook de drager voor conserveringsproblemen zorgen. De eerste werken werden op houten panelen geschilderd. Als een paneel uit verschillende verlijmde stukken bestaat, kunnen die loslaten; een restauratie is dan, hoewel duur, meestal goed mogelijk. Het paneel kan ook kromtrekken. In vroeger eeuwen werd dit wel verholpen door de houten plaat van achteren zo dun mogelijk uit te hollen en dan door een daar aangebrachte parkettering weer in een plat vlak te dwingen. De gevolgen waren nogal eens katastrofaal omdat het hout, belemmerd in zijn natuurlijke krimp en uitzetting, begon te barsten en scheuren.
Het linnen, waarop de meeste latere werken aangebracht zijn, is vergankelijk en verliest geleidelijk zijn spankracht. Een drastische oplossing hiervoor is het verdoeken: doordat de grondering bij oudere werken zo dik is, kan die samen met de verflaag helemaal van het oude doek verwijderd en weer op een nieuw doek aangebracht worden. Zelfs wordt zo wel de verflaag van een paneel naar een doek overgebracht.
De conservering van wat oudere olieverfschilderijen, opgebouwd in een gelaagde techniek met toevoeging van harsen is vaak nog heel redelijk — mits niet de goedkope Straatsburgse terpentijn als hars gebruikt werd, die de verflaag dof maakt. Werken gemaakt vanaf het midden van de negentiende eeuw zijn echter nogal eens in een slechte conditie, een gevolg van het verloren gaan van de ambachtelijke vakkennis gekoppeld aan een onbezonnen experimenteerlust met allerlei dubieuze toevoegingen, het toepassen van een alla prima-techniek met dunne grondering en het gebruiken van goedkope industriële verven en slechte pigmenten.